# Vrben
Vrben (makedonska: Врбен) är en ort i Nordmakedonien. Den ligger i kommunen Mavrovo i Rostuša, i den västra delen av landet, 70 kilometer sydväst om huvudstaden Skopje. Vrben ligger 1 262 meter över havet och antalet invånare är 142.